# Malý Rečkov
Malý Rečkov je samota, část města Bakov nad Jizerou v okrese Mladá Boleslav. Nachází se pět kilometrů severozápadně od Bakova. Vesnicí protéká Bělá a prochází jí silnice II/276.

## Historie
První písemná zmínka o vesnici pochází z roku 1496.
V roce 1869 a v letech 1961–1976 byla samota součástí obce Malá Bělá, v letech 1900–1950 součástí obce Bítouchov a od 1. dubna 1976 se stala součástí města Bakov nad Jizerou.

## Obyvatelstvo
| Rok            | 1869 | 1880 | 1890 | 1900 | 1910 | 1921 | 1930 | 1950 | 1961 | 1970 | 1980 | 1991 | 2001 | 2011 | 2021 |
| -------------- | ---- | ---- | ---- | ---- | ---- | ---- | ---- | ---- | ---- | ---- | ---- | ---- | ---- | ---- | ---- |
| Počet obyvatel | 34   | 28   | 39   | 45   | 44   | 46   | 43   | 32   | 33   | 22   | 13   | 6    | 9    | 11   | 21   |
| Počet domů     | 5    | 5    | 6    | 5    | 6    | 7    | 7    | 7    | 7    | 6    | 5    | 7    | 7    | 6    | 6    |